# Rozseč nad Kunštátem
Pour les articles homonymes, voir Rozseč.
Rozseč nad Kunštátem (en allemand : Rosetsch ob Kunstadt) est une commune du district de Blansko, dans la région de Moravie-du-Sud, en République tchèque. Sa population s'élevait à 571 habitants en 2020.

## Géographie
Rozseč nad Kunštátem se trouve à 5 km à l'ouest-nord-ouest de Kunštát, à 23 km au nord-ouest de Blansko, à 39 km au nord-nord-ouest de Brno et à 158 km à l'est-sud-est de Prague.
La commune est limitée par Rozsíčka et Petrov au nord, par Makov à l'est, par Kunštát au sud-est et au sud, par Tasovice au sud-ouest et par Louka à l'ouest.

## Histoire
La première mention écrite de la localité date de 1350.